# گمینا گرومادکا
گمینا گرومادکا (به لهستانی:  Gmina Gromadka) یک گمینا در لهستان است که در شهرستان بولسواویتس واقع شده‌است. گمینا گرومادکا ۲۶۷٫۲۹ کیلومتر مربع مساحت و ۵٬۵۵۰ نفر جمعیت دارد.